# Ісламгулово (Мелеузівський район)
Ісламгу́лово (рос. Исламгулово, башк. Исламғол) — присілок у складі Мелеузівського району Башкортостану, Росія. Входить до складу Араслановської сільської ради.
Населення — 48 осіб (2010; 57 в 2002).
Національний склад:
- башкири — 96%